# DRG E 94 sorozat
A DB 194 sorozat, illetve DR 254 sorozat (korábban DRG E 94 sorozat) egy német nehéztehervonati villamosmozdony-sorozat. Néhány mozdony az ÖBB-hez került, ott mint ÖBB 1020 sorozat ismert. Formája miatt a "Krokodil" becenevet kapta.

## Története
A német vasút E 94-es sorozatának gyártását 1940-ben az AEG gyár kezdte meg. Eredetileg nehéz tehervonati mozdonynak készült, teljesítményét úgy tervezték, hogy 2000 tonnás vonatot vízszintes pályán 85 km/h-val, 1600 tonnás vonatot 10 ezrelékes emelkedőben 40 km/h-val, 1000 tonnás vonatot 16 ezrelékes emelkedőben 50 km/h-val és 600 tonnás vonatot 25 ezrelékes emelkedőben 50 km/h-val tudjon továbbítani.
Időközben azonban a második világháború közbeszólt, és a háborúban 1. számú háborús villamosmozdonynak sorolták őket. Ennek következtében a háború után néhány gép az ÖBB fennhatósága alá került, szám szerint 44 db. A második világháború után a mozdonyparkot felosztották, a nyugatnémet vasútnál (az utólag rendeltekkel együtt) 124 db, a keletnémet vasútnál pedig 30 mozdony maradt.

## A Deutsche Bundesbahnnál

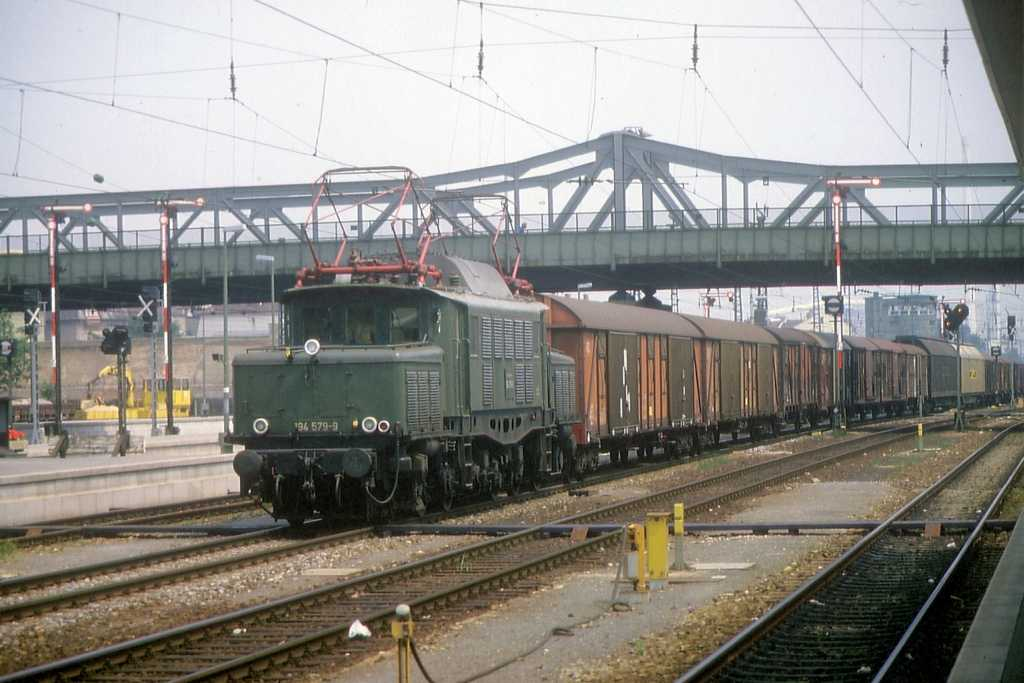
A DB 194 579 Regensburgban 1986-ban

1954 és 1956 között a DB további mozdonyokat építtetett, ezek az E94 178 – E94 196 és E94 262 – E94 285 számokat kaptak, valamint négy mozdonyt átvett a Deutsche Reichsbahn-tól is. Így összesen 142 darab E 94-es mozdonya lett. A tehervonatok mellett ezen mozdonyok tolószolgálatot láttak el a Geislingen-i emelkedőben és a Spessart-emelkedőben is.
1968-ban a sorozatot az UIC előírásainak megfelelően DB 194 sorozatra számozták át.
A háború után épített mozdonyok egy részét (E94 262-E94 285, E94 141, E94 142) 1970-től 100 km/h sebességre engedélyezték, pályaszámuk megváltozott (194 562-194 585, 194 541, 194 542). Ezeket már eredetileg is BBC/Siemens nagyfeszültségű főáramköri vezérléssel és nagyobb (4680 kW-ra emelt) teljesítménnyel építették.  Alkalmazásuk Dél-Németországra korlátozódott, északra Bebra-ig, nyugatra Mainz-ig jutottak el. A 194.5-ös mozdonyok külön zárlámpával lettek felszerelve.  A 194 178 mozdony, egyetlenként, kék-bézs festést kapott, a többi mozdony zöld festésű maradt. A sorozat alkalmazása 1988-ban ért véget.

## A Deutsche Reichsbahn-nál
A második világháború után a keletnémet területen 30 darab mozdony maradt, de ezek közül 10 megsérült, vagy meghibásodott, ezért leállítva vártak sorsukra. 1946 márciusában a keletnémet államban a Szovjetunió beszüntette a villamos vontatást és az összes villamos vontatójárművet, továbbá a helyhez kötött berendezéseket (beleértve a felsővezetéket és annak tartószerkezeteit, tartóoszlopait is) hadizsákmánynak nyilvánította és elszállította, közöttük 24 db E 94-est is (utóbbiak közül néhányat nem a későbbi NDK-ból, hanem az alsó-sziléziai hálózatról vittek el, amely 1945 után Lengyelországhoz került). Ezeket – a többi jármű legnagyobb részével együtt -1952-ben és 1953-ban visszavásárolhatták. Az E94 032 pályaszámú mozdony nem tisztázott módon még 1948-ban a DB-hez került. A Szovjetunióból visszakerült, az ottani kísérleti üzemben súlyosan megrongált (átalakítás 1524 mm nyomtávra, a központi ütköző-vonó készülék beépítése) mozdonyokból négy darabot (E94 042, 046, 054, 055 pályaszámúak) 1953-ban eladtak a DB-nek, a többit az E94 019 pályaszámú mozdony kivételével 1956-61 között kijavították és üzembe állították, ugyanúgy az 1946-ban súlyos háborús sérülések miatt az oroszok által el nem vitt öt mozdony közül négyet (az E94 007 pályaszámút nem). Így összesen 23 E 94 sorozatú mozdonyuk volt.
Eleinte a sorozat a Bitterfeld, Halle, Lipcse, Magdeburg közötti nehéz tehervonatok forgalmát látta el, a Zwickau-környéki vonalak villamosításával 1963-ban néhány mozdony Zwickau-ba került.
1970. július 1-jétől a DR az egész sorozatot átszámozta DR 254 sorozatnak.
Első mozdonyként az 1973-ban kábeltűz miatt leállított 254 096-ot selejtezték, majd 1978-ban a 254 017 követte. 1979-ben a 254 057 és 254 058 pályaszámú, 1982-ben pedig a 254 082 és 254 089 psz. mozdonyokat megvásárolta a Bitterfeld-i barnaszénbánya (Braunkohlekombinat Bitterfeld).
1991. január 1-jén a Deutsche Reichsbahn még nyolc mozdonnyal rendelkezett, melyeket a 254 056 muzeális mozdony kivételével még abban az évben kivont a forgalomból.

## Az ÖBB-nél
A második világháború után 44 darab mozdony maradt az ÖBB-nél.
Lásd még: ÖBB 1020 sorozat

## Megmaradt mozdonyok

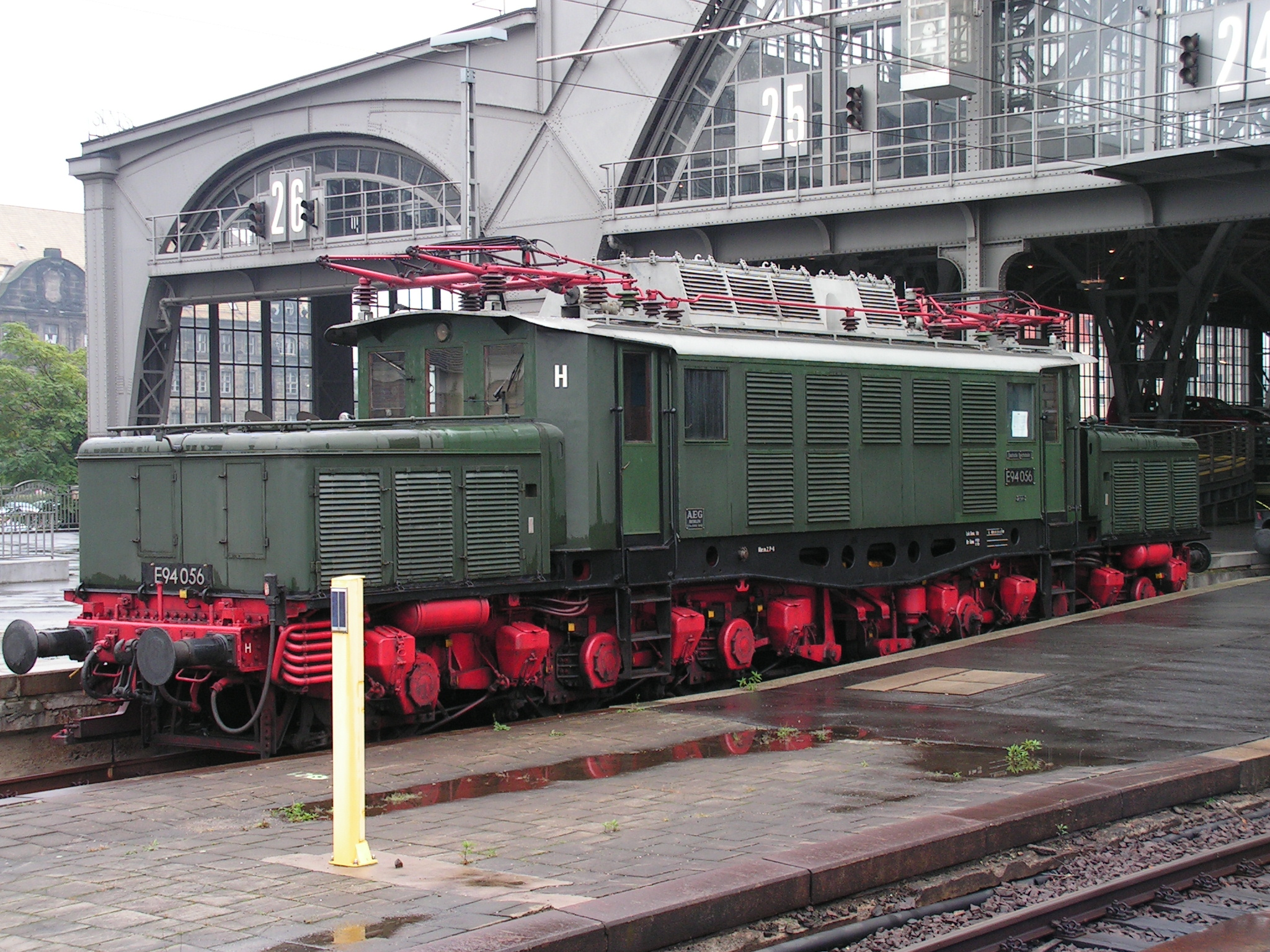
E94 056 (254 056) NDK-festésben Lipcsében a főpályaudvaron

Az E 94 sorozatból több darab is megmaradt üzemképesen, nagyrészt magántulajdonban.
A DB  194 579 a Kornwestheim-i vontatási telepen van megőrizve. A 194 051 Singen város tulajdonában van és a Pfalzbahn GmbH üzemelteti. A 194 080 a Bochum-Dahlhausen-i vasúti múzeumban van jó állapotban. A 194 158 a Krefeld-i BSW-csoportnál van üzemképesen, 2009 áprilisában egy magáncég tehervonataihoz alkalmazták.  A 194 580 mozdony az E 94-esek 50. évfordulóján tolószolgálatot látott el a Frankenwald-emelkedőben (Probstzella-Lichtelfels között). Az E94 056 (254 056) NDK-beli kivitelben Lipcsében van kiállítva.
Az osztrák 1020-asok közül megmaradt az 1020 010 Kornwestheim-ben, az 1020 018 Lienz-ben, az 1020 038 a Strasshof-i vasúti múzeumban, az 1020 041 üzemképes és dolgozik a Mittelweserbahn magánvasútnál Németországban (általában a Spessart-emelkedőben tolószolgálatot lát el a magánvasutak részére, kék festésben), az 1020 042 a Bludenz-ben az Erlebnisbahn kötelékében (egy svájci áramszedővel is felszerelve, így az SBB-CFF-FFS hálózatán is üzemelhet), az 1020 044 Innsbruck-ban, az 1020 047 Saalfelden-ben van megőrizve.